# بيت الهرين (أرحب)

تعديل مصدري - تعديل

بيت الهرين هي إحدى قرى عزلة عيال عبد الله بمديرية أرحب التابعة لمحافظة صنعاء، بلغ تعداد سكانها 48 نسمة حسب تعداد اليمن لعام 2004.